# Нусбаум
Нусбаум (нім. Nußbaum) — громада в Німеччині, розташована в землі Рейнланд-Пфальц. Входить до складу району Бад-Кройцнах. Складова частина об'єднання громад Бад-Зобернгайм.
Площа — 5,92 км2. Населення становить 470 ос. (станом на 31 грудня 2020).

## Галерея

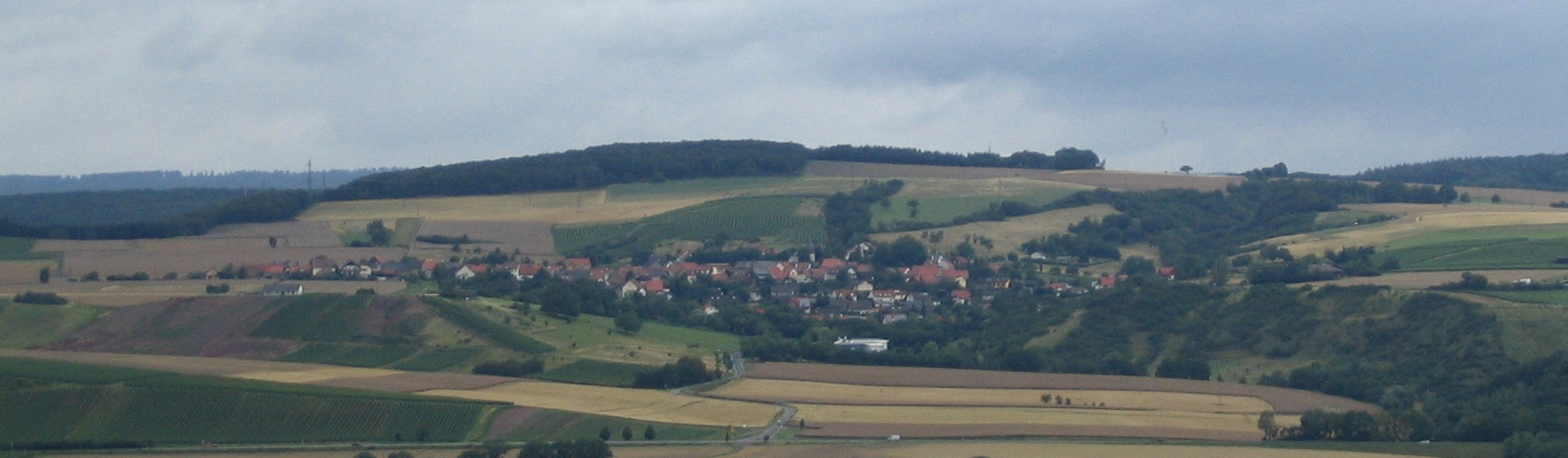